# Rosa Smith Eigenmann
Rosa Smith Eigenmann (Monmouth, Estats Units, 8 d'octubre de 1858-12 de gener de 1947) va ser la primera dona ictióloga nord-americana notable. Va començar publicant sola els seus descobriments científics, però després va col·laborar amb el seu espòs Carl H. Eigenmann. Com a resultat, actualment existeixen al voltant de 150 espècies de peixos acreditades com Eigenmann & Eigenmann.

## Biografia

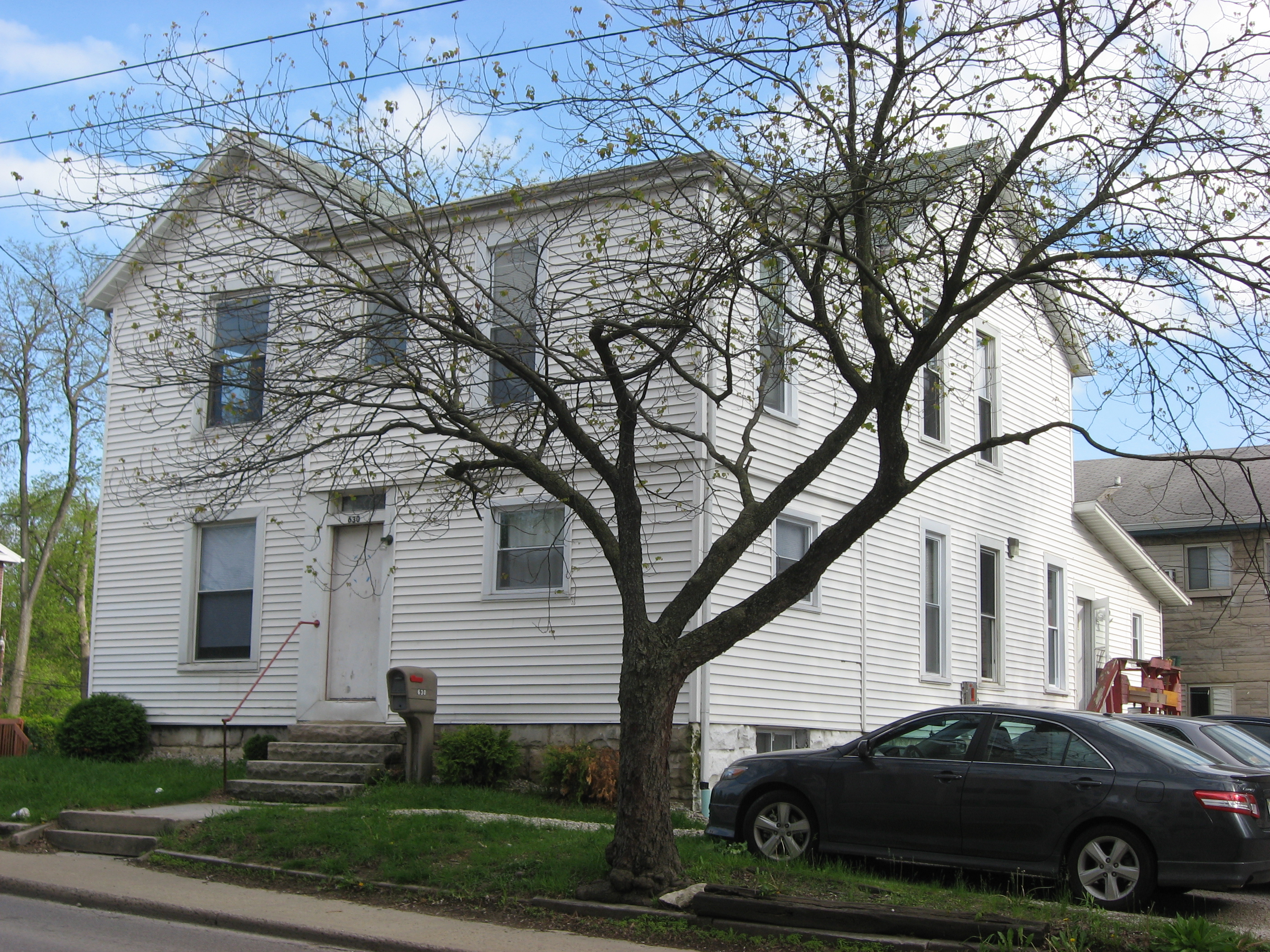
La casa d'Eigenmann a Bloomington

Eigenmann va néixer en Monmouth, Illinois, sent l'última de nou nens. Encara que la seva família era originalment de Califòrnia, s'havien mudat a Illinois per fundar un periòdic però Rosa era fràgil i de salut delicada, per la qual cosa van tornar a Califòrnia, establint-se en San Diego en 1876.
Després d'assistir al col·legi en Point Loma Seminary en San Diego, Rosa va participar en un curs de cinc setmanes en una universitat empresarial de San Francisco, sent una de solament dues dones a la classe; l'altra era Kate Sessions, qui es va convertir en una important horticultora de San Diego coneguda com la «mare del Parc Balboa». Rosa va estar interessada en la història natural local des d'una edat primerenca i es va unir a la Societat d'Història Natural de San Diego (Museu d'Història Natural de Sant Diego) en 1878 com a membre associat.
David Starr Jordan va visitar San Diego el 1879 i va conèixer llavors Rosa Smith. En aquesta època, Rosa havia descobert al gobi cec que vivia en coves sota la península de Point Loma. Jordan va quedar impressionat i la va incentivar a estudiar al costat d'ell a la Universitat d'Indiana. Va passar dos anys allí, però va haver de tornar a causa d'una malaltia d'algú de la seva família. Mentre va estar a Indiana, va conèixer l'estudiant Carl Eigenmann i va continuar en contacte amb ell mitjançant correspondència després del seu retorn a San Diego. Rosa i Carl es van casar a San Diego el 20 d'agost de 1887. Al moment de les seves noces, a l'edat de 28 anys, Rosa havia publicat una llista dels peixos de la zona de San Diego, havia rebut la comanda de l'Institut Smithsonià de fer una col·lecció de les perques de l'àrea de San Diego i havia publicat deu treballs científics com a única autora a la revista Proceedings of the O.S. National Museum.
Després de casar-se, els Eigenmanns van partir a la Universitat Harvard, on van estudiar col·leccions. Rosa s'hi va convertir en la primera dona a assistir a una classe de nivell de grau en aquesta universitat, estudiant botànica criptogàmica amb el professor William Gilson Farlow. El matrimoni també va publicar el primer dels seus molts treballs en col·laboració mentre s'estaven a Cambridge, incloent una revisió de 500 pàgines dels bagres d'Amèrica del Sud. En tornar a Califòrnia el 1889, van establir una estació biològica a San Diego i van continuar els seus estudis dels peixos de la regió. Tots dos van ser curadors a l'Acadèmia de Ciències de Califòrnia.
Entre 1880 i 1893, Rosa va publicar trenta-set treballs científics (dotze com a autora única i vint-i-cinc com coautora, la majoria al costat del seu marit). El 1895 va ser president del Club Nacional de Ciència de Dones, on va presentar una conferència anomenada «Les dones en la ciència». Aquesta va tractar sobre la dificultat de dedicar-se a la recerca sent esposa i mare i va sostenir que les contribucions de les dones a la ciència haurien de ser realísticament avaluades i apropiadament assenyalades com a ciència, no com a ciència «duta a terme per una dona». Va ser la primera presidenta dona de Sigma Xi, una societat científica honoraria nacional.
Quan Carl va patir una apoplexia el 1927, la família va tornar a San Diego. Després de la mort del seu marit a l'abril d'aquest any, Rosa es va quedar a la ciutat colifornenca de Coronado, però ja no era científicament activa. Va morir el 12 de gener de 1947 a San Diego.